# مسعود نوابی (نویسنده)
مسعود نوابی (زادهٔ ۱۳۳۴ خورشیدی - ۱۹۵۴ میلادی در کابل، درگذشتهٔ ۱۳۸۹ خورشیدی - ۲۰۱۰ میلادی در اسلام‌آباد) شاعر، نویسنده و شخصیت فرهنگی افغانستان بود. او بنیانگذار کمیتهٔ تعلیم و تربیه برای مهاجرین افغان، کانون فرهنگی افغان، کانون فرهنگی غلام حبیب نوابی، لیسهٔ علامه سلجوقی، لیسهٔ غلام حبیب نوابی، مدیر ارشد پوهنتون افغان ابن سینا و لیسه آریانا مهاجر بوده‌است. او به خاطر کارکردهای فرهنگی‌اش در افغانستان و کشورهای دیگر آسیایی معروف است.

## زندگی
مسعود نوابی فرزند غلام حبیب نوابی مشهور به ادیب کوهدامنی در سال ۱۳۳۴ هجری، ۱۹۵۴ میلادی در شهرآرای کابل به دنیا آمد. او تحصیلاتش را در داخل و خارج افغانستان تا رتبهٔ فوق لیسانس به اتمام رساند. شاعری را در محضر پدرش یادگرفت و مقالات تحقیقی، تاریخی و ادبی در مجلات افغانستان نوشت.
نمونه شعر:
| در انتظارت ای مهٔ گلگون عذار من |  | چشمم به راهٔ توست نگر حال زار من  |
| شمعم که از فراق تو من آب می‌شوم |  | بی تو که رفته یی کنون از کنار من |

## آثار چاپ‌شده
- کشتزار زعفران: کتابی تحقیقی منظوم و منثور شامل ظرافتهای ادبی
- شب و شاعر
- صبح و زندگی
- گل رعنا

## آثار آمادهٔ چاپ
- بهار و شاعر
- موسیقی افغانستان
- علی مظهر همه خوبی‌ها
- گلچین عارفان
- شاعر و آئینه
- حضرت سرمد شهید
- مدیر کیست؟
- تحفه‌های استاد
- هند برین
- زنان نامور مغل

به جز موارد بالا از وی ده‌ها اثر دیگر آمادهٔ چاپ است

## کارکردهای فرهنگی
- بنیانگذاری کانون فرهنگی افغان
- بنیانگذاری کانون فرهنگی غلام حبیب نوابی

## کارکردهای تعلیمی
- بنیانگذاری و مدیریت لیسهٔ عالی غلام حبیب نوابی
- بنیانگذاری لیسهٔ علامه سلجوقی
- بنیانگذاری کمیتهٔ تعلیم و تربیه مهاجران افغان در اسلام‌آباد

## مجله‌ها
- مؤسس و مدیر مسؤول مجله‌های بینش، پویش و دیوه در پاکستان

## فیلمنامه‌ها
- نویسندهٔ فیلمنامه‌ای به نام تابلوی خانواده
- نویسندهٔ فیلم ثمرقند

## کارکردهای دیگر
- به عنوان مهتمم در بیش از بیست و پنج اثر تحقیقی، ادبی و تاریخی استاد غلام حبیب نوابی، بنام‌های مخفی بدخشی، مهستی، کوهدامن، استاد قاسم افغان، گوهرشاد، سمرقند، مراد مرید و…
- سهم فعال در برگزاری کنفرانس‌های مولانا، می‌رویس نیکه، صدمین سالگرد خلیل‌الله خلیلی در دهلی نو
- نویسندگی ده‌ها نمایشنامه

## درگذشت
مسعود نوابی در دوم ژانویهٔ ۲۰۱۰ میلادی بعلت حملهٔ قلبی در بیمارستان کمپلکس شهر اسلام‌آباد پاکستان درگذشت.

## یادبودهای درگذشت استاد مسعود نوابی
از اولین سالروز وفات استاد مسعود نوابی در دوم ژانویهٔ سال ۲۰۱۱ میلادی در شهر اسلام‌آباد تجلیل به‌عمل آمد.
از دومین سالروز وفات استاد مسعود نوابی، شاعر، نویسنده و فرهنگی فرهیخته در کابل و دهلی جدید، یادبود به عمل آمد.